# Apolpium cordimanum
Apolpium cordimanum är en spindeldjursart som först beskrevs av Luigi Balzan 1892.  Apolpium cordimanum ingår i släktet Apolpium och familjen Olpiidae. Inga underarter finns listade i Catalogue of Life.